# 松浦亜弥 10TH ANNIVERSARY BEST
『松浦亜弥 10TH ANNIVERSARY BEST』（まつうらあや テンス・アニバーサリー・ベスト）は、松浦亜弥の2枚目のベスト・アルバムでメジャー・デビュー10周年記念アルバム。2011年12月21日、zetimaよりCD+DVDの2枚組で発売。

## 収録曲

### CD
1. LOVE涙色 [4:18]
2. 100回のKISS [4:38]
3. 絶対解ける問題 X=♥ [3:36]
4. 笑顔に涙 〜THANK YOU! DEAR MY FRIENDS〜 [4:50]
5. ♡桃色片想い♡ [4:22]
6. Yeah! めっちゃホリディ [3:49]
7. 可能性の道 [3:44]
8. 気がつけば あなた [4:36]
9. ハピネス [4:51]
10. dearest. [5:19]
11. 笑顔 [5:49]
12. 花いちもんめ [4:29]
13. 想いあふれて [5:12]
14. only one [5:10]
15. ふたり大阪 [4:41]
作詞：2℃　作曲：土肥真生
  - 音楽配信限定シングル　初CD化
16. Subject:さようなら [4:40]
作詞・作曲：竹内まりや
  - 新曲。
  - 作詞・作曲した竹内も2024年10月23日発売の自身のアルバム『Precious Days』8トラック目にてセルフカヴァーし、これに松浦がコーラスで参加している。

### DVD
1. ドッキドキ!LOVEメール
  - ミュージック・ビデオ
2. オシャレ!
  - 『Naked Songs』初回盤DVD収録
3. ね〜え?
  - ミュージック・ビデオ
4. GOOD BYE 夏男
  - ミュージック・ビデオ
5. YOUR SONG〜青春宣誓〜
  - 6thライブDVD『コンサートツアー2004秋〜松◇クリスタル◇代々木スペシャル』収録[2]
6. 渡良瀬橋
  - DVD『砂を噛むように…NAMIDA〜スタジオライブ〜』収録[3]
7. 砂を噛むように…NAMIDA
  - 11thライブDVD『Live in 上海』収録[4]映像
8. ダブル レインボウ
  - 14thライブDVD『コンサートツアー2008春「AYA The Witch」』収録[5]
9. 灯台
  - 13thライブDVD『コンサートツアー2007秋〜ダブル レインボウ』収録[6]
10. 10TH ANNIVERSARY BEST 撮影風景収録（DVD特典）